# アウルトニ・マグヌッソン
アウルトニ・マグヌッソン（Árni Magnússon、1663年11月13日 - 1730年1月7日）は、アイスランドの学者、写本蒐集家。アールニ・マグヌースソンなどとも。

## 人生
1663年にアイスランド西部のダーラシスラ (Dalasýsla) 県クヴェンナブレカ (Kvennabrekka) に生まれた。コペンハーゲン大学で学ぶためにデンマークに渡り、王室の古物研究家トーマス・バルトリンの元で6年間助手として働いた。2年間ドイツを旅したのち、1697年にデンマークに戻ってきて、デンマークの王立文書館の事務員となった。48歳になったとき、コペンハーゲン大学でデンマークの古物研究に関する教授となった。
1700年にアイスランドに戻り、そこで10年間を過ごしたのちコペンハーゲンに戻り、その後はそこで教授・司書として生涯を全うした。
彼は自身の生涯の多くを写本の蒐集に費やし、主に彼の生地であるアイスランドの写本を集めただけでなく、他の北欧諸国の写本も蒐集していた。彼のコレクションは、個人によるこの手のコレクションとしては最大級の規模を誇り、アウルトニ・マグヌッソン写本コレクションとして知られている。かつてはコペンハーゲンに収蔵されていたが、今は一部アイスランドに返還されており、コペンハーゲンとレイキャヴィークに分割して保存されている。

## 影響
旧100アイスランド・クローナ紙幣に彼の肖像が描かれていた。
アイスランドのノーベル文学賞作家ハルドル・ラクスネスの小説『アイスランドの鐘』の登場人物の一人 Arnas Arnaeus は彼をモデルとしている。ジュール・ヴェルヌの小説『地底旅行』において、地底世界を発見し主人公たちにその手掛かりを残した錬金術師アルネ・サクヌッセンムも彼をモデルにしている。
コペンハーゲンとレイキャヴィークにある教育研究機関に彼の名が冠されており、それぞれレイキャヴィークのアウルトニ・マグヌッソン研究所とコペンハーゲンのアルナマグネア研究所と呼ばれ、彼が蒐集した写本群の保存および研究を行っている。